# گمینا بولسواو (شهرستان اولکوش)
گمینا بولسواو (شهرستان اولکوش) (به لهستانی:  Gmina Bolesław) یک گمینا در لهستان است که در شهرستان اولکوش واقع شده‌است. گمینا بولسواو ۴۱٫۴۲ کیلومتر مربع مساحت و ۷٬۸۲۲ نفر جمعیت دارد.